# Drum național 24A
Der Drum național 24A (rumänisch für „Nationalstraße 24A“, kurz DN24A) ist eine Hauptstraße in Rumänien.

## Verlauf
Die Straße beginnt rund 6 km nördlich von Bârlad, wo sie vom Drum național 24 (zugleich Europastraße 581) nach Osten abzweigt. Sie verläuft durch das Hügelland der Dealurile Fălciului nach Murgeni, wo der von Galați kommende Drum național 26 auf sie trifft, und wendet sich dort nach Norden, wobei sie ungefähr dem rechten Ufer des die Grenze zur Republik Moldau bildenden Pruth folgt, und führt über  Fălciu, wo nur die Eisenbahn die Grenze zur Republik Moldau passiert, den Pruth weiter aufwärts, bis sie in Huși am Drum național 24B (zugleich Europastraße 581) endet, der am Pruth in den moldauischen Drum public național M1 übergeht.
Die Länge der Straße beträgt rund 100 km.